# نویل براونجان
نویل براونجان (انگلیسی: Nevil Brownjohn; ۲۵ ژوئیهٔ ۱۸۹۷ – ۲۱ آوریل ۱۹۷۳) یک افسر ارشد ارتش بریتانیا بود که از سال ۱۹۵۶ تا زمان بازنشستگی‌اش در سال ۱۹۵۸ به عنوان سرگروهبان کل نیروها خدمت کرد.
براون‌جان، فارغ‌التحصیل کالج مالورن و آکادمی نظامی سلطنتی وولیچ، در آوریل ۱۹۱۵ به عضویت مهندسان سلطنتی درآمد و در جنگ جهانی اول در فرانسه و فلسطین خدمت کرد و در سال ۱۹۱۷ نشان صلیب نظامی دریافت کرد. او از سال ۱۹۳۱ تا ۱۹۳۲ در کالج ستاد، کمبرلی، تحصیل کرد. در طول جنگ جهانی دوم به درجه سرلشکری رسید و معاون رئیس ستاد و مسئول تدارکات ژنرال دوایت آیزنهاور و معاون سرگروهبان کل در خاورمیانه بود.
پس از جنگ، او مسئولیت اداره ارتش بریتانیا در راین را بر عهده گرفت و سپس در سال ۱۹۴۷ به کمیسیون کنترل (بخش بریتانیا) برای آلمان پیوست. او در سال ۱۹۴۹ معاون سرگروهبان کل در وزارت جنگ و در سال ۱۹۵۰ معاون رئیس ستاد کل امپراتوری شد. او از سال ۱۹۵۲ تا ۱۹۵۵ افسر ارشد ستاد در وزارت دفاع بود و در آن زمان سرگروهبان کل نیروها شد.